# 조만영
조만영(趙萬永, 1776년 6월 20일(음력 5월 5일) ~ 1846년 12월 2일(음력 10월 14일))은 조선 후기의 정치인·문신 겸 서예가이다. 익종 비 신정왕후의 아버지이자 헌종의 외할아버지이다.

## 개요
자는 윤경(胤卿), 호는 석애(石崖), 시호는 충경(忠敬), 본관은 풍양(豊壤)이다.
조진관(趙鎭寬)과 남양 홍씨의 아들이며, 영조 대에 고구마를 조선에 들여온 조엄의 손자이다. 암행어사로 명성을 떨쳤으며 딸이 순조의 아들 효명세자의 세자빈이 되었다. 이후 외손자인 헌종 시대에 조만영을 주축으로 하는 풍양 조씨 일족은 안동 김씨와 세도정치를 자행하였다.

## 생애
1813년(순조 13년) 능원량의 문과에 급제하여 예문관 검열이 된 뒤, 지평(持平)·사간원정언, 겸문학 등을 역임하고, 1816년 전라도 암행어사로 나갔다.
1819년(순조 19년) 10월, 부사직으로 있을 때 장녀가 효명세자의 세자빈으로 간택되었다. 이듬해 행 이조 참의가 되고 1821년 금위대장(禁衛大將), 이어 이조·호조·예조·형조의 판서와 한성부 판윤, 판의금부사 등 요직을 역임하였다.
이후 외손자인 헌종이 즉위하여 풍은부원군(豊恩府院君)에 봉해졌다. 헌종 시대에 풍양 조씨의 중추적 인물로서 안동 김씨와 세도를 다투게 되었다.
1845년(헌종 11년) 궤장(机杖)을 하사받고 영돈녕부사가 되었다.
1846년(헌종 12년) 10월 14일 졸하였다. 사후 영의정에 추증(追增)되었다. 순조의 묘실에 배향됨으로써 종묘배향공신이 되었다.

## 가족 관계
| - 조부 : 조엄(趙曮, 1719~1777) - 조모 : 풍산 홍씨(豊山 洪氏, 1717~1808) - 홍현보의 딸이며 혜경궁 홍씨의 고모 - 아버지 : 조진관(趙鎭寬, 1739~1808) - 외조부 : 홍익빈(洪益彬, 1709~1767) - 외조모 : 기계 유씨(杞溪 兪氏, ?~1750) - 유척기의 딸 - 어머니 : 남양 홍씨(南陽 洪氏, 1739~1799) - 아우 : 조원영(趙原永, 1777~1825) - 숙부 조진의의 양자가 됨 - 아우 : 조인영(趙寅永, 1782~1850) - 누나 : 완산 이씨 이복연(李復淵)에게 시집감 (1766~?) - 누나 : 안동 김씨 김병문(金炳文)에게 시집감 (1770~?) - 누나 : 해평 윤씨 윤경렬(尹慶烈)에게 시집감 (1773~?) - 여동생 : 용인 이씨 이재문(李在文)에게 시집감 (1815~?) | - 부인 : 덕안부부인(德安府夫人) 은진 송씨(恩津 宋氏, 1776~1834) - 송시연(宋時淵)의 딸 - 장남 : 조병구(趙秉龜, 1801~1845) - 양손자 : 조성하(趙成夏) - 아우 조원영의 아들인 조병준의 차자 - 차남 : 조병기(趙秉夔, 1821~1858) - 아우 조인영의 양자가 됨 - 장녀 : 신정왕후(神貞王后, 1808~1890) - 문조의 비, 헌종의 어머니 - 차녀 : 전주 이씨 이인설(李寅卨)에게 시집감 - 3녀 : 기계 유씨 유치선(兪致善)에게 시집감 - 4녀 : 광산 김씨 김석현(金奭鉉)에게 시집감 |

## 같이 보기
- 조득영
- 조인영
- 세도 정치